# Carlos Peucelle

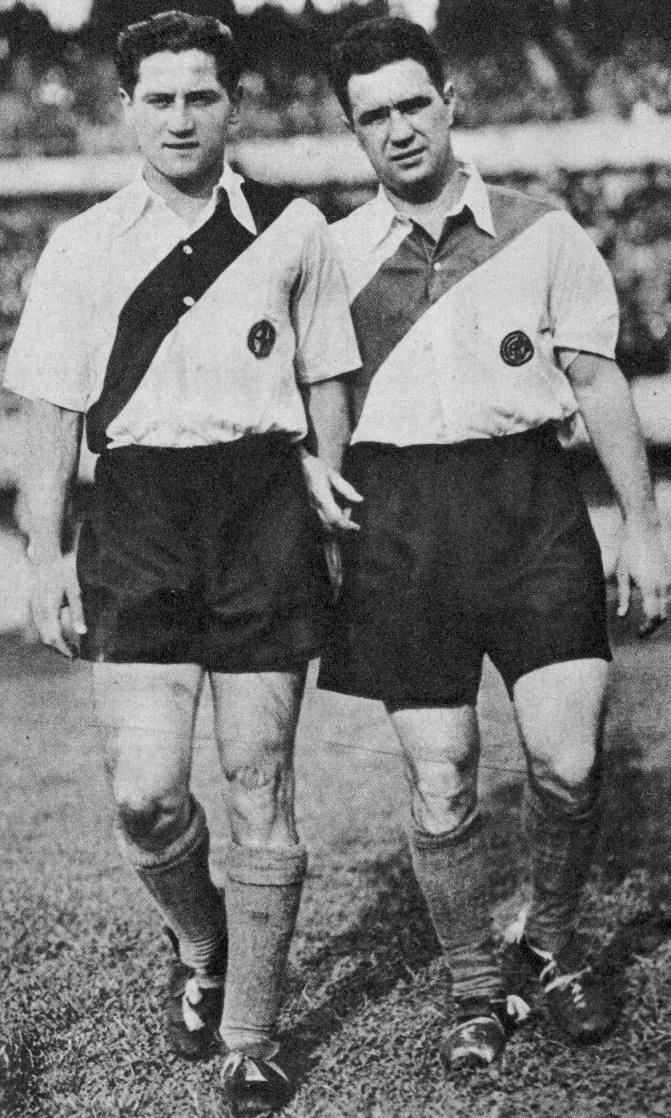
Carlos Peucelle (derecha) en River Plate, junto a Adolfo Pedernera.

Carlos Desiderio Peucelle (Barracas, Buenos Aires, 13 de septiembre de 1908-Buenos Aires, 1 de abril de 1990) fue un futbolista argentino. Desempeñó su carrera deportiva, ocupando el puesto de puntero derecho, destacándose por sus participaciones dentro del Club Atlético River Plate desde 1931 hasta 1941. Jugó 326 partidos, convirtiendo 118 goles. También fue quien convirtió el primer gol en el estadio “Monumental”.               En la Selección Argentina de fútbol disputó 27 partidos y convirtió 14 goles, donde ganó la Copa América de 1929 y 1937. Además, Peucelle disputó la primera Copa Mundial de Fútbol organizada por la FIFA, en Uruguay, en 1930. Le convirtió dos goles a los Estados Unidos en la semifinal y un gol a los uruguayos en la final. Fue el líder de asistencias de Argentina en la Copa Mundial de Fútbol de 1930 con cinco pases de gol.
Peucelle se inició futbolísticamente en Sportivo Barracas y en Club Atlético San Telmo. Luego, se asentó en la primera de Sportivo Buenos Aires, equipo desde el cual dio el gran salto al “Millonario”. En 1932, al año siguiente de su llegada a River Plate, el club ganó su primer título en el profesionalismo.
Se destacó como jugador y técnico. Habilidoso aunque extraño en sus gambetas, se lo llamó Barullo por las complicaciones que le presentaba al adversario. Fue uno de los primeros polifuncionales que aparecieron en las canchas argentinas. Jugaba en todos los puestos, tanto es así, que cuando un compañero se lesionaba, Peucelle lo reemplazaba. Ya en el último tiempo de jugador demostró su inquietud de entrenador y aconsejaba a las divisiones menores. 
Se despidió de la selección en la Copa Roca 1940, cuando Argentina logró la mayor goleada de la historia contra Brasil. Inmediatamente de colgar los botines, Peucelle asumió su verdadera vocación de maestro del fútbol. Instructor, orientador, descubridor de jugadores, era una verdadera Biblia del fútbol. Para muchos, sus ideas fueron el embrión original que desembocó en La Máquina. Es más, el periodista Dante Panzeri consideraba que esa formación llegó tan alto porque Peucelle supo ubicar a cada jugador en el lugar que más rendía. A propósito de La Máquina, Peucelle confesó en 1969: Ese nombre fue un invento de Doña Rosa, la mamá de Pedernera. Inteligente y observador, fue también uno de los primeros estrategas del fútbol local. Además de la sabiduría empírica que desparramó por las canchas, sus conceptos quedaron documentados en reportajes y libros. Uno de estos últimos, "Fútbol todotiempo e historia de La Máquina" (Editorial Axioma, 1975), rescata su pensamiento.

## Clubes

### Como jugador
| Sportivo Buenos Aires Argentina |               |               |     |     |    |   |   |     |     |      |      |
| 1.ª | 1927          | 33            | 8   | -   | -  | - | - | 33  | 8   | 0,24 |      |
| 1.ª | 1928          | 31            | 9   | -   | -  | - | - | 31  | 9   | 0,29 |      |
| 1.ª | 1929          | 11            | 3   | -   | -  | - | - | 11  | 3   | 0,27 |      |
| 1.ª | 1930          | 32            | 11  | 3   | 0  | - | - | 35  | 11  | 0,31 |      |
| Total club | Total club    | 107           | 31  | 3   | 0  | 0 | 0 | 110 | 31  | 0,28 |      |
| River Plate Argentina |               |               |     |     |    |   |   |     |     |      |      |
| 1.ª | 1931          | 29            | 10  | -   | -  | - | - | 29  | 10  | 0,34 |      |
| 1.ª | 1932          | 32            | 11  | 5   | 2  | - | - | 37  | 13  | 0,35 |      |
| 1.ª | 1933          | 33            | 11  | 7   | 2  | - | - | 40  | 13  | 0,32 |      |
| 1.ª | 1934          | 33            | 11  | -   | -  | - | - | 33  | 11  | 0,33 |      |
| 1.ª | 1935          | 32            | 10  | -   | -  | - | - | 32  | 10  | 0,31 |      |
| 1.ª | CH-1936       | 13            | 2   | -   | -  | - | - | 13  | 2   | 0,15 |      |
| 1.ª | CC-1936       | 14            | 11  | -   | -  | - | - | 14  | 11  | 0,78 |      |
| 1.ª | CO-1936       | 1             | 0   | -   | -  | - | - | 1   | 0   | 0,00 |      |
| 1.ª | 1937          | 33            | 14  | -   | -  | 1 | 1 | 34  | 15  | 0,44 |      |
| 1.ª | 1938          | 32            | 15  | 1   | 0  | 1 | 0 | 34  | 15  | 0,44 |      |
| 1.ª | 1939          | 27            | 10  | 2   | 0  | - | - | 29  | 10  | 0,34 |      |
| 1.ª | 1940          | 13            | 4   | -   | -  | - | - | 13  | 4   | 0,30 |      |
| 1.ª | 1941          | 15            | 4   | 2   | 0  | - | - | 17  | 4   | 0,23 |      |
| Total club | Total club    | 307           | 113 | 17  | 4  | 2 | 1 | 326 | 118 | 0,36 |      |
| Total carrera | Total carrera | Total carrera | 414 | 144 | 20 | 4 | 2 | 1   | 436 | 149  | 0,34 |
| (1) Incluye datos de la Copa de Competencia; Copa Beccar Varela; Copa Ibarguren; Copa Escobar. (2) Incluye datos de la Copa Aldao (1936, 1937). (3) No incluye goles en partidos amistosos. |               |               |     |     |    |   |   |     |     |      |      |

### Hat-tricks
| 1 | 9 de diciembre de 1934 | Antonio Vespucio Liberti, Buenos Aires | River Plate - Talleres (RdE) - Lanús |  | 5 - 0 | 1934 |
| 2 | 5 de diciembre de 1937 | Antonio Vespucio Liberti, Buenos Aires | River Plate - San Lorenzo de Almagro |  | 6 - 1 | 1937 |
| 3 | 5 de diciembre de 1937 | Antonio Vespucio Liberti, Buenos Aires | River Plate - San Lorenzo de Almagro |  | 6 - 1 | 1937 |

### Como entrenador
| Club               | País       | Año       |
| ------------------ | ---------- | --------- |
| River Plate        | Argentina  | 1942-1946 |
| Deportivo Cali     | Colombia   | 1950      |
| Olimpia            | Paraguay   | ¿?        |
| San Lorenzo        | Argentina  | 1954-1955 |
| Deportivo Saprissa | Costa Rica | 1957-1958 |
| Sporting Cristal   | Perú       | 1960      |
| Deportivo Cali     | Colombia   | 1961      |
| River Plate        | Argentina  | 1966-1968 |

## Selección nacional

### Participaciones en Copas del Mundo
| Mundial              | Sede    | Resultado  | Partidos | Goles |
| -------------------- | ------- | ---------- | -------- | ----- |
| Copa Mundial de 1930 | Uruguay | Subcampeón | 4        | 3     |

### Participaciones en Copas América
| Copa              | Sede      | Resultado | Partidos | Goles |
| ----------------- | --------- | --------- | -------- | ----- |
| Copa América 1929 | Argentina | Campeón   | 3        | 1     |
| Copa América 1937 | Argentina | Campeón   | 5        | 0     |

Total de partidos en la selección
| Selección | Año   | Amistoso | Amistoso | Copa América | Copa América | Copa del Mundo | Copa del Mundo | Total | Total |
| Selección | Año   | PJ       | G        | PJ           | G            | PJ             | G              | PJ    | G     |
| --------- | ----- | -------- | -------- | ------------ | ------------ | -------------- | -------------- | ----- | ----- |
| Argentina | 1928  | 1        | 0        | -            | -            | -              | -              | 1     | 0     |
| Argentina | 1929  | 2        | 2        | 3            | 1            | -              | -              | 5     | 3     |
| Argentina | 1930  | -        | -        | -            | -            | 4              | 3              | 4     | 3     |
| Argentina | 1931  | 2        | 1        | -            | -            | -              | -              | 2     | 1     |
| Argentina | 1934  | 1        | 1        | -            | -            | -              | -              | 1     | 1     |
| Argentina | 1935  | 1        | 1        | -            | -            | -              | -              | 1     | 1     |
| Argentina | 1937  | 2        | 0        | 4            | 0            | -              | -              | 6     | 0     |
| Argentina | 1939  | 2        | 0        | -            | -            | -              | -              | 2     | 0     |
| Argentina | 1940  | 5        | 5        | -            | -            | -              | -              | 5     | 5     |
| Argentina | Total | 16       | 10       | 7            | 1            | 4              | 3              | 27    | 14    |

## Palmarés

### Como jugador

#### Campeonatos nacionales
| N.º | Título           | Equipo      | País      | Año              |
| --- | ---------------- | ----------- | --------- | ---------------- |
| 1   | Primera División | River Plate | Argentina | 1932             |
| 2   | Primera División | River Plate | Argentina | 1936             |
| 3   | Primera División | River Plate | Argentina | Copa de Oro 1936 |
| 4   | Primera División | River Plate | Argentina | 1937             |
| 5   | Primera División | River Plate | Argentina | 1941             |

#### Copas nacionales
| N.º | Título              | Equipo      | País      | Año  |
| --- | ------------------- | ----------- | --------- | ---- |
| 1   | Copa de Competencia | River Plate | Argentina | 1932 |
| 2   | Copa Ibarguren      | River Plate | Argentina | 1937 |
| 3   | Copa Escobar        | River Plate | Argentina | 1941 |

#### Copas internacionales
| N.º | Título       | Equipo                 | País      | Año  |
| --- | ------------ | ---------------------- | --------- | ---- |
| 1   | Copa América | Selección de Argentina | Argentina | 1929 |
| 2   | Copa Aldao   | River Plate            | Argentina | 1936 |
| 3   | Copa América | Selección de Argentina | Argentina | 1937 |
| 4   | Copa Aldao   | River Plate            | Argentina | 1937 |
| 5   | Copa Roca    | Selección de Argentina | Argentina | 1940 |

### Como entrenador

#### Campeonatos nacionales
| N.º | Título           | Equipo      | País       | Año  |
| --- | ---------------- | ----------- | ---------- | ---- |
| 1   | Primera División | River Plate | Argentina  | 1945 |
| 2   | Primera División | Saprissa    | Costa Rica | 1957 |

#### Copas internacionales
| N.º | Título     | Equipo      | País      | Año  |
| --- | ---------- | ----------- | --------- | ---- |
| 1   | Copa Aldao | River Plate | Argentina | 1945 |